# گم شدن الانور ریگبی
گم شدن الانور ریگبی (انگلیسی: The Disappearance of Eleanor Rigby) یک فیلم سینمایی سه قسمتی است که توسط ند بنسون نوشته و کارگردانی شده‌است. قسمت‌های اول و دوم این فیلم در جشنواره فیلم کن ۲۰۱۴ به نمایش در آمدند.